# John Taylor Gilman

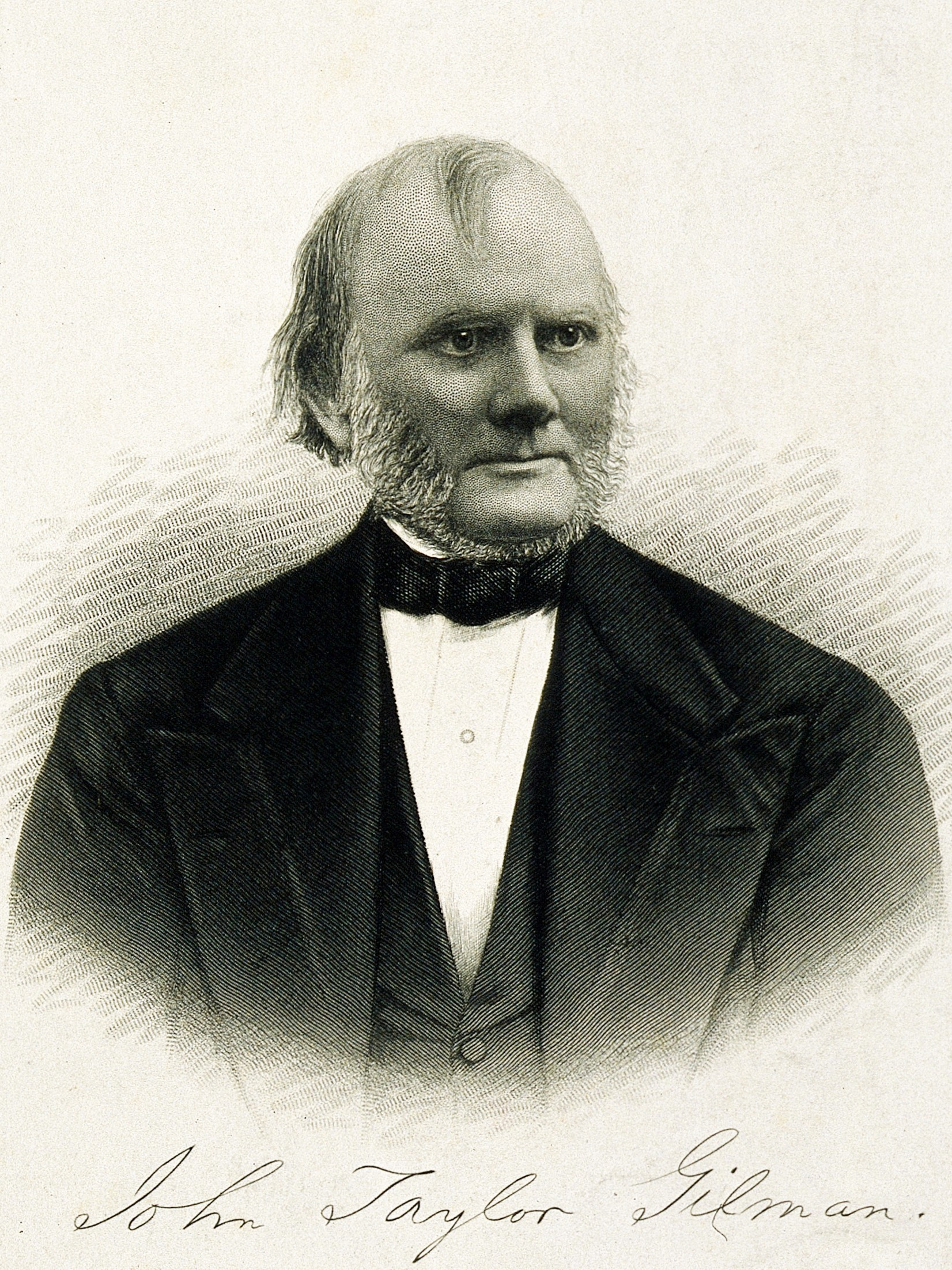
John Taylor Gilman

John Taylor Gilman (* 19. Dezember 1753 in Exeter, New Hampshire Colony; † 1. September 1828 ebenda) war ein US-amerikanischer Politiker und von 1794 bis 1805 sowie zwischen 1813 und 1816 Gouverneur des Bundesstaates New Hampshire. Zwischen 1782 und 1783 war er Mitglied des Kontinentalkongresses.

## Frühe Jahre und politischer Aufstieg
Gilman besuchte die örtlichen Schulen seiner Heimat. Danach arbeitete er im Schiffsbaugeschäft seines Vaters. Als sein Vater 1775 Kämmerer von New Hampshire wurde, folgte er ihm und wurde in dessen Büro angestellt. John Gilman unterstützte von Anfang an die amerikanische Unabhängigkeitsbewegung und kämpfte zeitweise im Unabhängigkeitskrieg in einer Freiwilligeneinheit.
Zwischen 1779 und 1781 war er Abgeordneter im Repräsentantenhaus von New Hampshire, von 1782 bis 1783 gehörte er dem Kontinentalkongress an. Danach wurde er, als Nachfolger seines Vaters, ebenfalls Kämmerer des Staates New Hampshire. Dieses Amt hatte er von 1783 bis 1788 und nochmals zwischen 1791 und 1794 inne. Im Jahr 1794 wurde er erstmals zum Gouverneur seines Staates gewählt.

## Gouverneur von New Hampshire
John Gilman trat sein neues Amt am 5. Juni 1794 an. Er wurde bis 1804 jährlich wiedergewählt und blieb damit zunächst bis zum 6. Juni 1805 im Amt. In den Jahren 1805, 1806, 1808 und 1812 bemühte er sich jeweils erfolglos um eine Rückkehr in dieses Amt. Zwischen 1810 und 1811 war er nochmals Mitglied im Repräsentantenhaus von New Hampshire. In den Jahren 1813 bis 1815 wurde er wieder in das Amt des Gouverneurs gewählt, so dass er zwischen dem 3. Juni 1813 und dem 6. Juni 1816 eine weitere zusammenhängende Regierungszeit hatte. In seiner Amtszeit wurde das zerstörte Fort Mary und William wieder aufgebaut. Das Gerichtssystem des Staates wurde neu geordnet, und am Dartmouth College wurde eine medizinische Fakultät gegründet. Während seiner zweiten zusammenhängenden Amtszeit musste er sich mit dem Britisch-Amerikanischen Krieg auseinandersetzen, zu dem auch New Hampshire seinen Beitrag leisten musste.

## Weiterer Lebenslauf
Im Jahr 1816 verzichtete Gilman auf eine weitere Kandidatur als Gouverneur und zog sich ins Privatleben zurück. Er war dann noch Kurator einiger Schulen. Er starb im Jahr 1828 in seinem Geburtsort Exeter. John Gilman war dreimal verheiratet und hatte insgesamt fünf Kinder. Sein Bruder Nicholas Gilman (1755 bis 1814) war Abgeordneter im US-Repräsentantenhaus und zwischen 1805 und 1814 US-Senator für New Hampshire. Ein Großneffe namens Charles J. Gilman (1824 bis 1901) war ein lokaler Politiker in Maine und zwischen 1857 und 1859 Abgeordneter für diesen Staat im US-Repräsentantenhaus.